# Marianne Cruz
Marianne Cruz Gonzalez là một hoa hậu đến từ nước Cộng hòa Dominican. Cô từng đoạt các danh hiệu sắc đẹp là Hoa hậu Lục địa châu Mỹ 2007, Hoa hậu Hoàn vũ Cộng hòa Dominican 2008. Tại cuộc thi Hoa hậu Hoàn vũ 2008 tổ chức tại Nha Trang, Việt Nam, Marianne lọt vào top 10 phần thi trang phục truyền thống đẹp nhất với bộ trang phục nữ vận động viên bóng chày. Trong đêm chung kết, cô lọt vào top 5 người đẹp nhất và giành ngôi á hậu 2.